# K2-3
EPIC 201367065
Désignations
K2-3 est un système planétaire de la constellation du Lion dont l'objet primaire est l'étoile K2-3, une naine rouge, et dont les trois objets secondaires connus sont les planètes confirmées K2-3 b, K2-3 c et K2-3 d.

## Étoile
K2-3, aussi connue sous la désignation EPIC 201367065, est une étoile naine (classe de luminosité V) rouge (type spectral M0) âgée de plus d'un milliard (109) d'années et située à une distance de ∼ 143 a.l. (∼ 43,8 pc) du Soleil. Sa masse est de 0,601 ± 0,089 M☉ pour une rayon de 0,561 ± 0,068 R☉. Sa température effective est de 3 896 ± 189 K.

## Système planétaire
K2-3 b, c et d sont trois planètes de type super-Terre confirmées en orbite autour de K2-3.
Leurs transits ont été détectés grâce au télescope spatial Kepler dans le cadre de sa mission K2. Leur découverte a été annoncée le 16 janvier 2015 par un communiqué de l'Institut d'astronomie (IfA) de l'université d'Hawaï (HU).

### K2-3 b
Le rayon de K2-3 b est de 2,14+0,27
-0,26 R⊕ ; sa température d'équilibre d'environ 800 kelvins.

### K2-3 c
Le rayon de K2-3 c est de 1,72+0,23
-0,22 R⊕ ; sa température d'équilibre d'environ 450 kelvins.

### K2-3 d
Le rayon de K2-3 d est de 1,52+0,21
-0,20 R⊕ ; sa température d'équilibre d'environ 300 kelvins.

### Tableau récapitulatif
| Planète | Masse           | Demi-grand axe (ua) | Période orbitale (jours) | Excentricité  | Inclinaison       | Rayon                 |
| ------- | --------------- | ------------------- | ------------------------ | ------------- | ----------------- | --------------------- |
| b       | 8,40 ± 2,10 M🜨  | 0,077 5             | 10,054 29                | 0,06 ± 0,06   | 89,59+0,24 −0,40° | 2,078+0,180 −0,093 R🜨 |
| c       | 2,1+2,1 −1,3 M🜨 | 0,140 5             | 24,649 1                 | 0,04 ± 0,04   | 89,70 ± 0,20°     | 1,644+0,160 −0,065 R🜨 |
| d       | 11,1 ± 3,5 M🜨   | 0,208 6             | 44,570 5                 | 0,045 ± 0,045 | 89,79 ± 0,15°     | 1,61 ± 0,20 R🜨        |

### Autres systèmes planétaires
- K2-72, K2-18, K2-138

#### Étoile K2-3
- (en) K2-3 sur la base de données Exoplanet Data Explorer.
- (en) EPIC 201367065 sur The Barbara A. Mikulski Archive for Space Telescopes.
- (en) K2-3 sur la base de données NASA Exoplanet Archive du NASA Exoplanet Science Institute.
- (en) K2-3 sur la base de données Simbad du Centre de données astronomiques de Strasbourg.

#### Planète K2-3 b
- (en) K2-3 b sur L'Encyclopédie des planètes extrasolaires de l'Observatoire de Paris.
- (en) K2-3 b sur la base de données Exoplanet Data Explorer.
- (en) K2-3 b sur la base de données NASA Exoplanet Archive du NASA Exoplanet Science Institute.
- (en) K2-3 b sur la base de données Simbad du Centre de données astronomiques de Strasbourg.

#### Planète K2-3 c
- (en) K2-3 c sur L'Encyclopédie des planètes extrasolaires de l'Observatoire de Paris.
- (en) K2-3 c sur la base de données Exoplanet Data Explorer.
- (en) K2-3 c sur la base de données NASA Exoplanet Archive du NASA Exoplanet Science Institute.
- (en) K2-3 c sur la base de données Simbad du Centre de données astronomiques de Strasbourg.

#### Planète K2-3 d
- (en) K2-3 d sur L'Encyclopédie des planètes extrasolaires de l'Observatoire de Paris.
- (en) K2-3 d sur la base de données Exoplanet Data Explorer.
- (en) K2-3 d sur la base de données NASA Exoplanet Archive du NASA Exoplanet Science Institute.
- (en) K2-3 d sur la base de données Simbad du Centre de données astronomiques de Strasbourg.